# Левинская, Ирина Алексеевна
Ири́на Алексе́евна Леви́нская (24 июня 1952, Ленинград — 5 февраля 2025, Санкт-Петербург) — российский антиковед, доктор исторических наук (1998), ведущий научный сотрудник Отдела источниковедения и архива Санкт-Петербургского института истории РАН.

## Биография
1976—1981 — студентка филологического факультета Ленинградского государственного университета.
В 1981 — 1983 годах преподавала латинский язык в Ленинградском санитарно-гигиеническом медицинском институте и Ленинградском педагогическом институте им. А. И. Герцена.
1983 — 1986 — аспирантура ЛОИИ. C 1986 научный сотрудник ЛОИИ.
1988 — защита кандидатской диссертации «Эпиграфические памятники культа Theos Hypsistos как источник по этнокультурной истории Боспора в I — IV вв. н. э.».
1998 — защита докторской диссертации «Деяния Апостолов как источник по истории еврейской диаспоры».
Автор около ста научных работ, специализировалась на греческой эпиграфике, новозаветной библеистике, иудаизме периода Второго храма.
В марте 2014 года вместе с рядом других деятелей науки и культуры выразила своё несогласие с политикой российской власти в Крыму.
В 2022 году, после начала российского вторжения в Украину, уволилась из института в знак протеста, не сочтя возможным более работать в государственном учреждении.
Умерла 5 февраля 2025 года в результате неизлечимой болезни в возрасте 72-х лет.

## Монографии
1. The Book of Acts in Its Diaspora Setting (Grand Rapids / Carlisle: Eerdmans / Paternoster, 1996), 284, XVI (The Book of Acts in Its First Century Setting, vol. 5);
2. Деяния Апостолов. Историко-филологический комментарий, главы 1-8. М., 1999;
3. Деяния Апостолов на фоне еврейской диаспоры. СПб., 2000;
4. Деяния Апостолов. Историко-филологический комментарий, главы 9-28. СПб., 2008
5. Элиас (Илья) Бикерман: петербургский пролог. — СПб., 2018. — 256 с. ISBN 978-5-4469-1384-8

## Публикации
1. Ещё раз о Пиротской надписи // Проблемы античного источниковедения. — М., 1986;
2. Культ ΘΕΟΣ ΥΨΙΣΤΟΣ на Боспоре. I. К вопросу о влиянии культа Сабазия // Античная балканистика. — М., 1987;
3. Иудейский «атеизм» и crimen maiestatis // Античное общество и проблемы истории и культуры 2. Тезисы докладов научной конференции. — СПб., 1996;
4. Адамова дорога. — СПб.: Пушкинский фонд, 2000.